# Плёмёр
Плёмёр (фр. Ploemeur) — коммуна на северо-западе Франции, находится в регионе Бретань, департамент Морбиан, округ Лорьян, центр кантона Плёмёр. Расположена в 4 км к западу от Лорьяна, в 6 км от национальной автомагистрали N165, на побережье Бискайского залива.
Население (2019) — 17 778 человек.

## История
По преданию, в V веке здесь высадилась Святая Неннока, заложившая монастырь в Плёмёре, в X веке сожжённый викингами.
В XX веке Плёмёр стал важным центром добычи каолина (белой глины). В середине 1980-х годов местная компания добывала 70 тысяч тонн каолина, 7,5 тысяч тонн мусковита и 50 тысяч тонн кварцевого песка.

## Достопримечательности
- Церковь Святого Петра XII века
- Дольмены, крытые аллеи и тумулусы на территории коммуны
- Шато Суа XVIII века
- Часовня Святой Анны XVI—XVIII веков
- Форт Кераган и другие сохранившиеся фрагменты Атлантического вала периода Второй мировой войны
- Протяженные песчаные пляжи на морском побережье

## Экономика
Структура занятости населения:
- сельское хозяйство — 1,2 %
- промышленность — 10,7 %
- строительство — 7,5 %
- торговля, транспорт и сфера услуг — 31,0 %
- государственные и муниципальные службы — 49,6 %

Уровень безработицы (2018) — 11,5 % (Франция в целом —  13,4 %, департамент Морбиан — 12,1 %). 

Среднегодовой доход на 1 человека, евро (2018) — 25 320 (Франция в целом — 21 730, департамент Морбиан — 21 830).

## Демография
Динамика численности населения, чел.

## Администрация
Пост мэра Плёмёра с 2014 года занимает Ронан Лоа (Ronan Loas), член Совета департамента Морбиан от кантона Плёмёр. На муниципальных выборах 2020 года возглавляемый им центристский список победил в 1-м туре, получив 60,38 % голосов.
| Период | Период | Фамилия      | Партия                                                | Примечания                                              |
| ------ | ------ | ------------ | ----------------------------------------------------- | ------------------------------------------------------- |
| 1959   | 1967   | Ив Гионварш  |                                                       | нотариус                                                |
| 1967   | 1983   | Луи Лессар   | Объединение в поддержку Республики                    | работник мэрии                                          |
| 1983   | 1995   | Мишель Годар | Союз за французскую демократию                        | депутат Национального собрания Франции                  |
| 1995   | 2014   | Лоик Ле Мёр  | Социалистическая партия                               | экономист                                               |
| 2014   |        | Ронан Лоа    | Союз за народное движение Республиканцы Разные правые | финансовый директор, вице-президент Совета департамента |

## Города-побратимы
- Диксмёйде, Бельгия
- Фермой, Ирландия
- Эхмея, Ливан

## Знаменитые уроженцы
- Станислас Анри Дюпюи де Лом (1816-1885), политик и военный кораблестроитель
- Йоанн Гуркюфф (1986), футболист

## Галерея

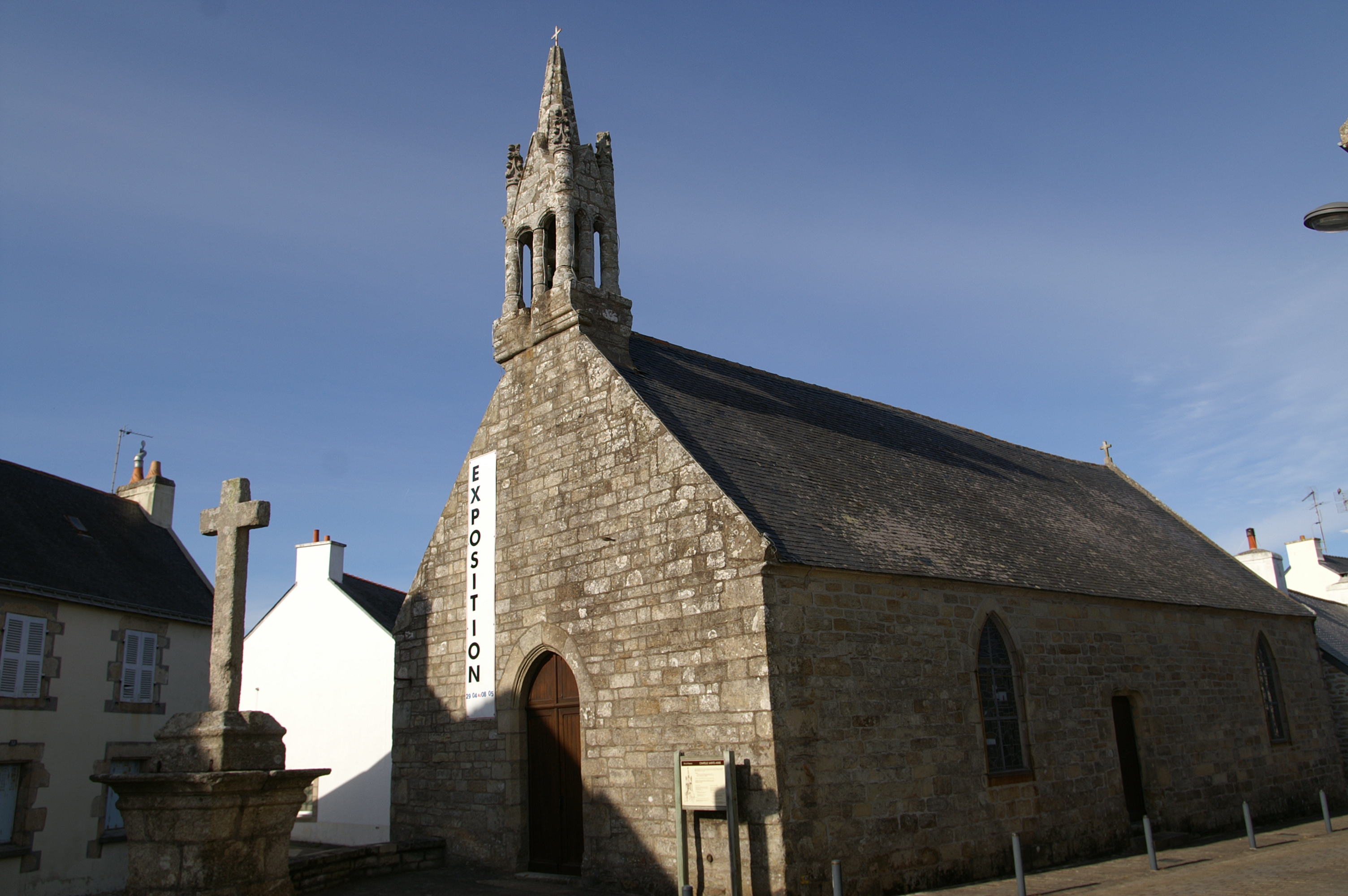
Часовня Святой Анны
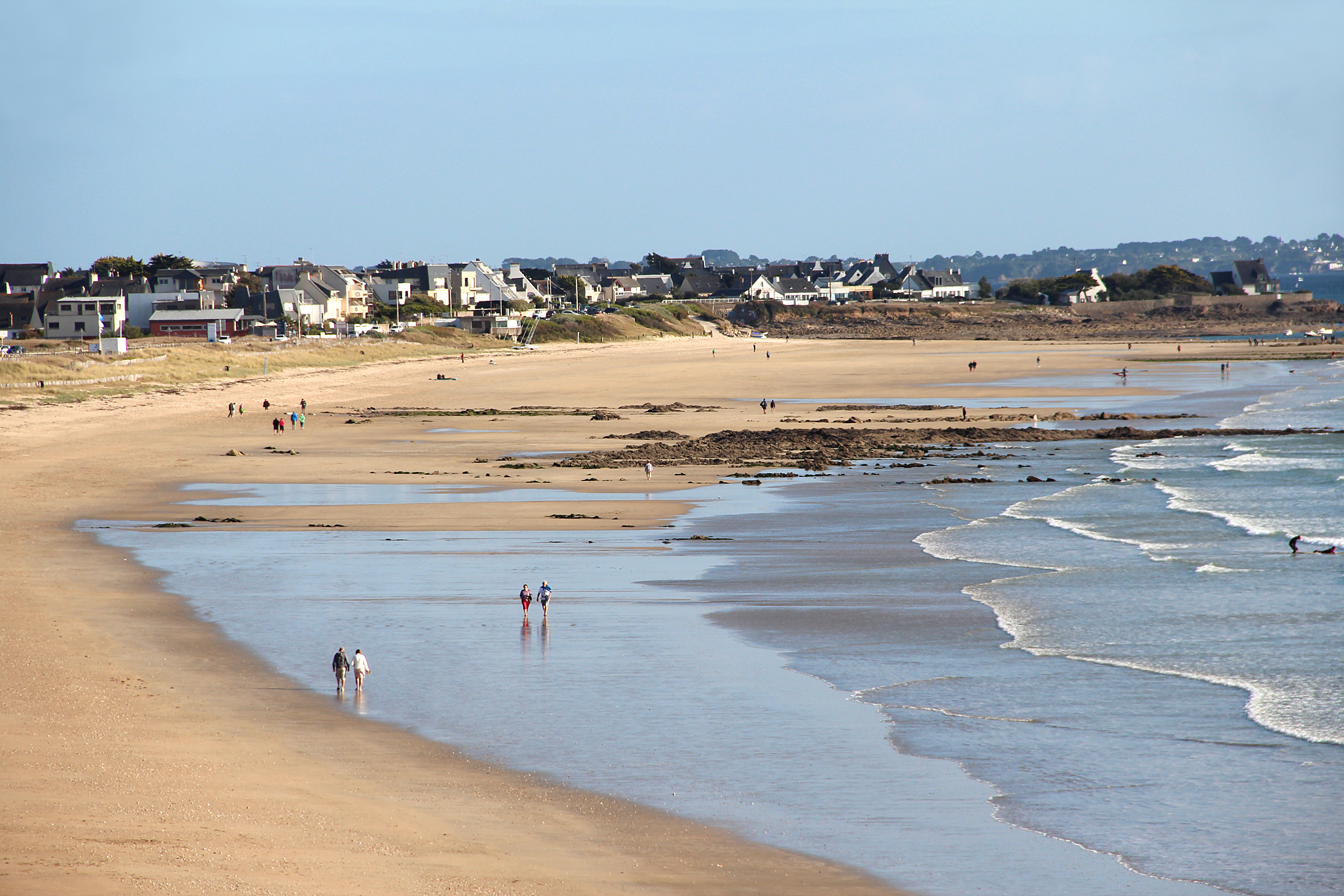
Пляж Фор-Блок

1. 1 2  база данных о французских коммунах — Национальный географический институт Франции, 2015.